# 涙と友情
「涙と友情」（なみだとゆうじょう）は、西城秀樹の11枚目のシングル。1974年11月25日にRCAから発売された。

## 解説
- 作詞・作曲は「薔薇の鎖」以来となる、たかたかしと鈴木邦彦である[3]。
- オリコンでは最高位4位（100位内16週）、27.4万枚のセールスとなった[1][2]。

## 収録曲
（全作詞：たかたかし／作曲：鈴木邦彦／編曲：あかのたちお）
1. 涙と友情
2. 罪つくりな話

## この頃のできごと
- 1975年1月30日 - 第12回ゴールデン・アロー賞でグラフ賞を受賞する[4]。